# ディオゴ・サロモン
ディオゴ・フェレイラ・サロモン（Diogo Ferreira Salomão、1988年9月14日 - ）は、 ポルトガル・アマドーラ出身のサッカー選手。ポジションはミッドフィールダー。CDサンタ・クララ所属。

## 経歴
2005年からエストレラ・アマドーラのユースチームに所属し、2006年にカーザ・ピアに移籍した。2008年にトップチームでデビューを果たし、2009年にレアル・スポルト・クルーベに移籍した。2010年夏、スポルティングCPに4年契約で移籍した。